# Диверсификационная лотерея

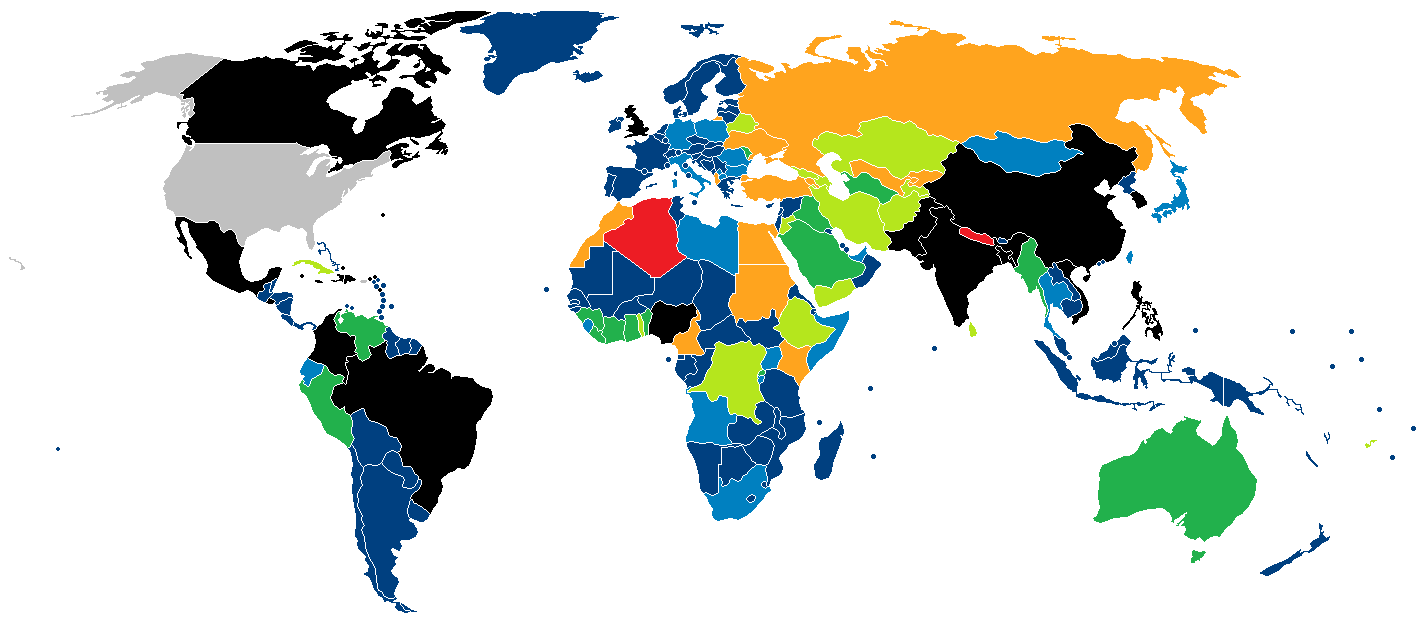
Новые иммигранты в США (2019—2023), по категории разнообразия, по странам рождения
Соединённые Штаты и их территории
более 10000
5000—10000
2000—5000
1000—2000
500—1000
менее 500
Недопущенные к участию в лотерее страны

Программа «Diversity Immigrant Visa» (Диверсификационная лотерея) — государственная лотерейная программа США по получению иммиграционных виз, дающих право на получение статуса постоянного резидента США. Закон об иммиграции 1990 года установил текущую и постоянную программу «Diversity Immigrant Visa» (Визы для иммигрантов разных национальностей), которая ежегодно реализуется Государственным Департаментом США и проводится в соответствии со статьёй 203(с) Закона об иммиграции и гражданстве (INA). Лотерея предусматривает предоставление в каждом фискальном году до 55000 виз для лиц из стран с низким уровнем иммиграции в США.
Ежегодная программа «DV» предусматривает предоставление статуса постоянного жителя лицам, которые соответствуют простым, но строгим критериям отбора. Заявители, желающие получить визы «DV» отбираются путём случайного отбора, проводимого с помощью компьютера. При этом визы разделяются между шестью географическими регионами, и наибольшее количество виз выделяется на регионы с более низким уровнем иммиграции. Для граждан государств, из которых в США прибыло более 50000 иммигрантов за последние 5 лет, визы не предусматриваются. В рамках каждого региона, ни одна страна не может получить более 7 % виз «DV», выдаваемых в течение какого-либо одного года.
За время существования лотереи неоднократно принимались попытки её отмены, в связи с её критикой относительно частых случаев мошенничества или иммиграции в США людей без необходимого образования и/или знания о своих правах во время процесса получения визы.

## Регистрация участников
Единственный способ принять участие в лотерее — заполнить регистрационные формы на сайте американского правительства. Заявки в бумажной форме не принимаются, посольства и консульства США также заявки на участие не принимают. Первоначальная подача электронной заявки-анкеты на участие в ежегодной программе DV бесплатна, оплата делается только выигравшими участниками, и только непосредственно перед интервью в соответствующем посольстве или офисе иммиграционной службы.
Требования к заполнению электронной заявки предельно просты, но должны быть выполнены неукоснительно — малейшие ошибки чреваты дисквалификацией.

## О «посредниках»
Большинство организаций, предлагающих регистрацию за деньги, в лучшем случае просто заполняют за участника регистрационные формы.
Посредник, выполняющий регистрацию по просьбе участника, может продолжать регистрировать заявку в последующие годы без его просьбы и даже вопреки просьбе не регистрировать больше. Таким образом, если участник в последующие годы пожелает участвовать без посредника, то его заявка может быть дисквалифицирована как повторная. Такая дисквалификация иногда происходит уже после объявления выигрыша, после заполнения первого пакета документов победителем и даже после собеседований в консульстве.
Часты случаи вымогательства посредником «оплаты выигрыша» в случае выбора заявки, речь идет о сумме в несколько тысяч долларов США. Нередко, в случае отсутствия у человека нужной суммы, ему предлагают взамен оформить фиктивный брак с человеком, который также желает выехать в США.
Программное обеспечение, используемое Государственным Департаментом США, стоимость которого измеряется миллионами долларов, позволяет найти и пометить заявителей с внешне похожим фото и передать документы об этом консулу до прохождения интервью.
Многие заявки, отправляемые посредниками, являются полностью дубликатными, то есть используют фотографию, совпадающую как файл с фотографией (а не просто похожую на неё), участвующей в какой-то иной заявке. Это происходит из-за того, что посредники, когда-либо подававшие заявку на данного человека, или когда-либо купившие за взятку в паспортном столе базу данных с фотографиями всех жителей данной местности, продолжают подавать её с той же фотографией из года в год в надежде сорвать куш в случае, если он когда-либо выиграет. При этом если от посредника отпочковался другой посредник, они оба продолжают посылать заявки с одним и тем же фото на одних и тех же людей. Все такие заявки дисквалифицируются на этапе розыгрыша. Этот показатель достигает 30 % для уроженцев Латвии, 16 % для Литвы, 14 % для Молдовы и Кыргызстана, 13 % для Казахстана, 8 % для Беларуси, 6 % для Узбекистана. Для остальных стран бывшего СССР эта цифра не превышает 5 %. Совершенно не охваченной сетью мошенников пока что остается из бывшего СССР только Эстония.
График показывает распределение количества подач по дням подачи (всего в периоде подачи в ДВ-2013 было 33 дня) для некоторых стран. Характерны пики для Украины (на 8-й день периода подачи) и Молдовы (на 20-й день периода подачи), которые хорошо видны на графике. Это даты, когда посредник подает с компьютера наибольшее число заявок. Обычное для многих стран явление увеличения количества подач в последние дни мало заметно для Украины и Молдовы, что прямо указывает на то, что от этих стран мало кто подает без посредников. Такое же явление наблюдается для Турции и Германии (видимо, на лотерею в Германии подают, в основном, немецкие турки).
Страны наиболее охваченные сетью мошенников: 86 % заявок от уроженцев Бангладеш страдают той же проблемой. В Европе главная страна в этом направлении — Турция, 32 % заявок дубликатны до полной идентичности фотографий как файлов.
Одним из существенных требований к фото на лотерею является её относительная «свежесть». Фото должно быть снято не ранее чем за 6 месяцев до подачи электронной заявки, иначе заявка будет дисквалифицирована на интервью.
Дубликатные заявки, использующие фотографию одного и того же человека, не совпадающую как файл (но по которой видно, что это один и тот же человек), тоже дисквалифицируются, но не на этапе розыгрыша, а на этапе прохождения интервью, после оплаты госпошлин за рассмотрение на визу. Это сделано для того, чтобы не отсеять однояйцевых (идентичных по фото) близнецов и дать им визу, если они оба подали недубликатные заявки.
Последние годы власти США придумали способ борьбы с мошенничеством посредников. Если раньше чтобы податься на визу выигравшему человеку нужно было знать выигрышный номер заявки, который рассылался в письмах на адрес посредников, и который посредники выигравшему не показывали, пока он не оплачивал взятку в размере нескольких тысяч долларов США, то теперь ситуация изменилась. Подать форму американским иммиграционным властям теперь можно как только посредник сказал вам, что вы выиграли. Если вы подаете форму в такой ситуации, вы получаете визу, а посредник-мошенник не получает ни копейки.
Последнее время мошенниками рассылается электронная почта, оповещающая о выигрыше и призывающая (в том же или в отдельном электронном сообщении) направить денежный перевод якобы в госдепартамент США, а на самом деле на частный счет мошенника. Адрес электронной почты выглядит несколько похоже на госдеповский — например, dv.states.gov@usa.com или что-то в этом роде. Официальные лица США никогда не просят вас по электронной почте послать деньги.
В сентябре 2013 года опубликован отчет генерального инспектора госдепартамента, описавшего многоступенчатую сложную схему мошенничества в Украине с лотереей ДВ. В качестве мер борьбы с мошенничеством госдепартамент в настоящий момент делает следующее:
1. Запрещает переносить назначенные интервью, чтобы у мошенников было меньше времени на организацию фиктивного брака.
2. Следит за IP адресами, ассоциированными с мошенниками. Однако мошенники часто их меняют.
3. Проводит сложные, детальные и длительные интервью, стараясь быть на шаг вперед в вопросах как выловить тех, кого натаскали на вопросы на интервью мошенники. В необходимых случаях назначает вторые интервью, если после первого необходимо что-либо выяснить. Каждое заявление на визу рассматривается как минимум два раза.
Начиная с лотереи DV-2021, для регистрации необходимо указывать данные действующего загранпаспорта: серию, номер и срок действия. По мнению госдепартамента США, это поможет существенно снизить подачу заявок мошенниками, так как маловероятно, что им доступны паспортные данные участников.

## Шансы выиграть
Шансы на выигрыш в год, в расчете на регион, на одну заявку, с DV-2007 по DV-2013 и с DV-2020 по DV-2021
| Регион                               | DV-2007 | DV-2008 | DV-2009 | DV-2010 | DV-2011 | DV-2012 | DV-2013 | DV-2020 | DV-2021 |
| ------------------------------------ | ------- | ------- | ------- | ------- | ------- | ------- | ------- | ------- | ------- |
| Африка кроме «специальных стран»     | 1.31 %  | 2.40 %  | 2.30 %  | 2.19 %  | 2.06 %  | 1.69 %  | 1.84 %  | 0.28%   | 1.10%   |
| Азия                                 | 0.48 %  | 0.63 %  | 0.64 %  | 0.61 %  | 0.68 %  | 0.84 %  | 0.93 %  | 0.45%   | 1.08%   |
| Европа кроме «специальных стран»     | 1.26 %  | 1.85 %  | 1.94 %  | 2.10 %  | 1.75 %  | 1.63 %  | 1.31 %  | 0.43%   | 1.15%   |
| Северная Америка                     | 0.61 %  | 0.64 %  | 0.38 %  | 0.69 %  | 0.47 %  | 0.4 %   | 0.5 %   | 0.73%   | 1.73%   |
| Океания                              | 4.13 %  | 4.57 %  | 4.62 %  | 5.49 %  | 4.63 %  | 5.28 %  | 6.22 %  | 3.48%   | 10.03%  |
| Южная и Центральная Америка и Карибы | 0.65 %  | 0.84 %  | 1.05 %  | 1.69 %  | 1.07 %  | 1.08 %  | 1.05 %  | 0.38%   | 0.84%   |

Рост вероятности выигрыша в DV-2021 по сравнению с DV-2020 вызван существенным уменьшением общего количества заявок на программу DV-2021, при сохранении общего количества победителей.
Скачок в увеличении вероятности выигрыша с DV-2007 по DV-2008 вызван существенным улучшением борьбы с мошенничеством.
Хотя инструкции по лотерее обещают всем странам в пределах одного региона одинаковую вероятность выигрыша, имеются сильные свидетельства того, что некоторые страны имеют сильно отличающуюся от других стран того же региона (намного меньшую) вероятность выигрыша. Речь идет об Украине и Узбекистане в Европе, а также о Египте, Эфиопии, Гане и Нигерии в Африке в ДВ-2013.
ДВ-2013 предоставляет прекрасную возможность для статистического анализа, поскольку система CEAC
была уже доступна (её не было в ДВ-2012) и в то же время статистика все ещё доступна (она недоступна в ДВ-2014 и, вероятно, в последующих лотереях)
Согласно 22 CFR 42.33 перенумерация заявок является существенным элементом случайного розыгрыша. Однако, свидетельства показывают, что для этих 6 стран частотная функция распределения вероятности обрезана определённым пределом. Соответствие закону этой процедуры — искусственного обрезания больших номеров в некоторых странах (таких как Украина, Узбекистан, Египет, Гана, Нигерия и Эфиопия; Нигерия не участвует в ДВ-2015), находится под большим вопросом, поскольку инструкции к лотерее в явном виде говорят о том, что «все заявления, полученные в регистрационный период, получат равные шансы быть отобранными в рамках своего региона», а процедура «обрезания» больших номеров от этих стран значительно снижает шансы заявителей из этих стран на выигрыш по сравнению с другими странами этих регионов. Только некоторые из этих 6 стран близко подошли к 7%-ому пределу на выдачу виз, остальные страны находятся далеко внизу под ними. Иран является единственной страной мира, для которой этот предел был достигнут в ДВ-2013, но для Ирана не было установлено никакого лимита на этапе отбора выигравших.
Региональные максимумы выигрышных номеров и пределы по странам для специальных стран в ДВ-2013

| Регион                               | Максимальный Номер по Региону | Страна                                           | Перелом в функции распределения вероятностей по стране (максимум по стране) |
| ------------------------------------ | ----------------------------- | ------------------------------------------------ | --------------------------------------------------------------------------- |
| Африка                               | 97005                         | Египет                                           | 22899                                                                       |
| Африка                               | 97005                         | Эфиопия                                          | 32913                                                                       |
| Африка                               | 97005                         | Гана                                             | 30538                                                                       |
| Африка                               | 97005                         | Нигерия                                          | 19977                                                                       |
| Африка                               | 97005                         | Все страны, кроме Египта, Эфиопии, Ганы, Нигерии | 97005                                                                       |
| Азия                                 | 10682                         | Все страны                                       | 10682                                                                       |
| Европа                               | 30532                         | Украина                                          | 14682                                                                       |
| Европа                               | 30532                         | Узбекистан                                       | 19864                                                                       |
| Европа                               | 30532                         | Все страны, кроме Украины и Узбекистана          | 30532                                                                       |
| Северная Америка                     | 8                             | Багамы                                           | 8                                                                           |
| Океания                              | 1638                          | Все страны                                       | 1638                                                                        |
| Южная и Центральная Америка и Карибы | 1252                          | Все страны                                       | 1252                                                                        |

Вероятность выигрыша для специальных стран, относительно их региона, ДВ-2013
| Специальная страна | Регион | Вероятность выигрыша относительно региона | Абсолютная вероятность выигрыша |
| ------------------ | ------ | ----------------------------------------- | ------------------------------- |
| Египет             | Африка | 25 %                                      | 0.45 %                          |
| Эфиопия            | Африка | 37 %                                      | 0.67 %                          |
| Гана               | Африка | 34 %                                      | 0.62 %                          |
| Нигерия            | Африка | 21 %                                      | 0.38 %                          |
| Украина            | Европа | 48 %                                      | 0.63 %                          |
| Узбекистан         | Европа | 69 %                                      | 0.90 %                          |

Таким образом, видно, что хотя от большинства стран Европы играть выгоднее чем от Азии (при наличии выбора региона «уроженства»), в ДВ-2013 это правило не распространялось на Украину и Узбекистан. Играть от этих стран было менее выгодно чем не только от другой страны Европы, но и даже чем от стран Азии.

## Шансы получить визу выигравшему лотерею
Среди стран со статистически значимым количеством выигравших (более 100) самые высокие шансы в ДВ-2009 были у Непала (Азия) (85.4 %), а самые низкие у Сенегала (Африка) (14.05 %)
Приведенные цифры включают отсутствие у человека желания получать визу и невозможность удовлетворить требования к визе. Так как существует значительная вероятность того, что выигравший впоследствии сам откажется от получения визы или не пройдет собеседование на визу, то компьютером производится отбор не 50000, а 100000 или 125000 выигравших.

## Географические регионы
- Африка
- Азия
- Европа (в том числе все бывшие республики СССР, за исключением четырёх южных Курильских островов, которые по американскому законодательству (и, соответственно, ДВ лотереи) относятся к Японии, то есть к региону Азии)[18]
- Северная Америка
- Океания
- Южная и Центральная Америка и Карибские острова

Служба Иммиграции и Гражданства США (USCIS) определяет региональные лимиты на каждый год согласно формуле, указанной в Разделе 203(с) Закона об иммиграции и гражданстве (INA). Как только USCIS закончит расчеты, объявляются региональные квоты на выдачу виз DV.

## Отбор и уведомление выигравших
Заявки проходят проверку на соответствие критериям, оговоренным в правилах. При выявлении более одной заявки от одного человека они дисквалифицируются и в розыгрыше не участвуют. Отбор победителей производится компьютером по алгоритму случайного выбора.
До DV-2012 уведомление происходило посылкой пакета документов по обычной почте весной следующего года. Начиная с DV-2010, стала доступна проверка результатов через сайт в июле — после окончания рассылки пакетов; для такой проверки необходим регистрационный код, выданный после успешной регистрации заявки осенью. Теперь же (начиная с DV-2012) проверка результатов возможна исключительно через сайт с помощью регистрационного номера. Вместе с тем сокращен срок обработки заявок. Проверить, выиграли вы или нет, можно, начиная с 1 мая (хотя существуют данные, позволяющие сделать вывод, что розыгрыш лотереи Грин Карт проводится в первых числах декабря).
Супруги выигравших заявителей, а также их дети, не состоящие в браке и не достигшие возраста 21 года, также вправе подавать заявление с просьбой о выдаче виз, чтобы сопровождать этого заявителя или следовать за ним для дальнейшего совместного проживания.

## Требования к участникам
- Заявителю надо быть уроженцем страны, которая находится в списке участвующих в лотерее в текущем фискальном году. В большинстве случаев это означает страну, в которой заявитель родился. Если вы в браке, можно участвовать по стране рождения супруга даже если ваша собственная страна рождения тоже принимает участие в лотерее[19][20][21][22] Кроме того, в некоторых случаях можно участвовать по стране рождения родителя (опять же, если ваша собственная страна рождения участвует в лотерее — это не препятствие). Если заявитель родился в США, но не стал гражданином США или впоследствии утратил гражданство США, то он участвует от страны своего нынешнего гражданства, а в случае отсутствия у него гражданства — по стране постоянного места жительства.
- У заявителя на момент подачи заявки должно быть полное среднее школьное или приравненное к нему образование ИЛИ два года опыта работы в течение последних пяти лет по профессии, требующей, по крайней мере, двух лет обучения или опыта для осуществления деятельности. В целях определения опыта работы используется база данных некоторых баз данных труда США.[23] То есть не все профессии подходят для программы виз DV.
- Отсутствие явных психических расстройств, наличие всех необходимых прививок, а также кандидат не должен принимать наркотические вещества.[24]

## Требования к фотографиям участников на лотерею
- Размер 600x600 пикселей (ширина x высота)
- Не более 240 Килобайт
- Высота головы должна быть 300-412 пикселей (50-69% высоты изображения)
- Глаза должны находиться в диапазоне от 337 до 412 пикселей от низа фотографии
- Строго анфас
- Выражение лица должно быть нейтральным
- Глаза должны быть полностью видны
- Без очков
- Светлый однородный фон
- Фото сделано в течение последних 6 месяцев на момент заполнения анкеты

## Об использовании переводов инструкций к лотерее ДВ с английского языка
Существует немало переводов инструкций с английского языка, в том числе — на русский язык. К ним относятся переводы, выполненные Государственным Департаментом США, а также разными консульствами США, как правило, если мы говорим о переводах на русский язык, консульством в Москве, в Минске, Киеве и Варшаве.
Зачастую эти переводы противоречат друг другу, а также англоязычному оригиналу.
Необходимо иметь в виду, что единственным официальным текстом является английский текст оригинала. Переводы инструкций не предназначены для заполнения заявки, они лишь дают некоторое представление о требованиях к участникам лотереи. Более того, слепое следование переводам, выполненным американским правительством, может привести к дисквалификации заявки за невыполнение требований инструкций.

## Дополнительная информация
Победитель в лотерее, перед тем как ему будет выдана виза, обязан предоставить доказательства о том, что он не окажется на иждивении государства в США. Это доказательство может состоять из сочетания:
- своего имущества
- формы «Подтверждение Поддержки»
- Формы I-134 от родственника или друга, проживающего в США
- предложения работы от работодателя в США

## Именование лотерей
Лотереи именуются буквами DV и годом выдачи виз через дефис, например, в октябре 2008 года проводилась регистрация участников DV-2010.

## Критика
За время своего существования, лотерея неоднократно подвергалась критике, и не раз выносились предложения о её отмене. Так, вплоть до лотереи DV-2005, регистрация участников происходила путем подачи бумажных анкет, и до ДВ-2012 победители также получали уведомление обычной почтой; во многих странах, особенно с нестабильной обстановкой, эти уведомления могли теряться.
Также критике подвергалось то, что мошенники могут использовать лотерею в целях наживы на желающих иммигрировать в США.
Затем критике подвергалось и то, что высококвалифицированные специалисты могут годами ожидать статуса и не имеют четкого пути получения гринкарты, в то время как через лотерею может эмигрировать любой человек, имеющий среднее образование. Во время президентства Обамы, выносились предложения отменить лотерею, а за счет высвободившихся мест увеличить квоту на рабочие визы для специалистов.

## Отмена результатов розыгрыша на 2012 год
Результаты розыгрыша лотереи на 2012 год признаны недействительными из-за сбоя в компьютерной программе. Результаты повторного розыгрыша были объявлены позднее.
Кеннет Уайт, иммиграционный адвокат в Лос-Анджелесе, связался с Государственным Департаментом США в середине мая с официальным запросом позволить 22316 выигравшим сохранить их выигрыш и запросом на проведение розыгрыша на оставшиеся места. Затем он подал в суд. Судебный процесс завершился 14 июля его поражением.
Ира Курзбан из компании Kurzban Kurzban Weinger Tetzeli and Pratt P.A. подал апелляцию в Апелляционный суд США по округу Колумбия, который 3 июля 2012 подтвердил решение районного суда.